# Adam Bodzek
Adam Bodzek (Zabrze, 7 settembre 1985) è un ex calciatore polacco con cittadinanza tedesca, di ruolo centrocampista.

## Carriera
Nelle stagioni 2005-2006 e 2007-2008 ha collezionato complessivamente 16 partite in Bundesliga.
Torna in massima serie nel 2012-2013, col Fortuna Düsseldorf.

## Palmarès

### Club

#### Competizioni nazionali
- 2. Fußball-Bundesliga: 1

Fortuna Düsseldorf: 2017-2018